# 1754 w literaturze
Wydarzenia literackie w 1754 roku.

## nowe książki

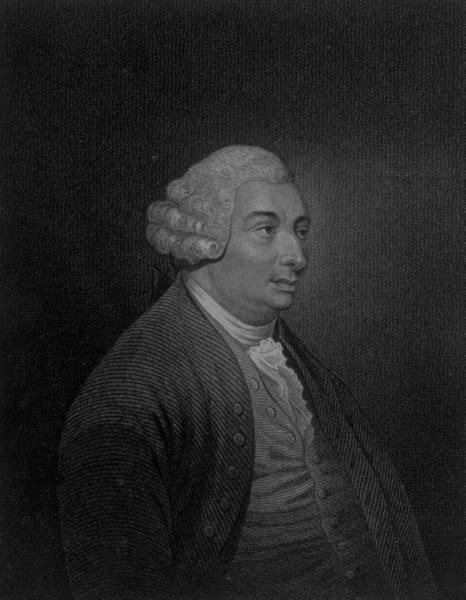
David Hume

- 1754–1762 David Hume - History of Great Britain